# Сливак, Тадеуш
Тадеуш Сливак (пол. Tadeusz Śliwak; 20 ноября 1908, Бучач, Цислейтания — 26 февраля 1991, Виннипег) — польский легкоатлет, выступавший в беге на короткие и средние дистанции и в тройном прыжке. Участник летних Олимпийских игр 1936 года.

## Биография
Тадеуш Сливак родился 20 ноября 1908 года в австро-венгерском городе Бучач (сейчас в Тернопольской области Украины).
В 1929 году окончил гимназию в Стрые.
В 1929—1936 годах выступал в соревнованиях по лёгкой атлетике за львовский «Сокол Мацежи», впоследствии — за варшавские «Легию» (1937) и «Сирену» (1938—1939). Восемь раз становился серебряным призёром чемпионата Польши в беге на 100, 200 и 400 метров, эстафетах 4х100 и 4х400 метров и тройном прыжке, один раз выиграл бронзу в тройном прыжке. Пять раз был рекордсменом Польши.
В 1931—1938 годах 15 раз выступал за сборную Польши в международных матчах, дважды одержал индивидуальные победы.
В 1936 году вошёл в состав сборной Польши на летних Олимпийских играх в Берлине. В эстафете 4х400 метров команда Польши, за которую также выступали Антоний Машевский, Казимеж Кухарский и Клеменс Биняковский, в полуфинале заняла 3-е место, показав результат 3 минуты 17,6 секунды, уступив 0,6 секунды попавшей в финал со 2-го места сборной Венгрии.
Во время Второй мировой войны входил в состав польского Сопротивления под псевдонимом «Сивец». Перебрался в Венгрию, затем в Италию, Францию и Великобританию. До 1944 года был лётчиком-радистом 307-й ночной истребительной эскадрильи «Львовские филины», базировавшейся в Великобритании.
Был награждён Крестом Храбрых и Медалью Авиации (трижды).
После этого он работал испытателем радаров под Бристолем. В 1946 году эмигрировал в Аргентину, работал переводчиком с испанского, английского и польского языков. В 1951 году окончил в Буэнос-Айресе лингвистический колледж и эмигрировал в Канаду, жил в Торонто, учился в двухгодичной школе специалистов по дизельным двигателям, которую окончил в 1955 году. Однако затем снова работал переводчиком с испанского языка.
Вышел на пенсию в 1973 году.
Умер 26 февраля 1991 года в канадском городе Виннипег.

## Личные рекорды
- Бег на 100 метров — 10,8 (17 мая 1936, Львов)[1]
- Бег на 200 метров — 22,0 (14 июня 1936, Львов)[1]
- Бег на 400 метров — 49,6 (19 сентября 1936, Варшава)[1][2]
- Тройной прыжок — 13,69 (7 июля 1935, Белосток)[1]